# Fighter (film 2007)
Fighter è un film del 2007 diretto da Natasha Arthy.
Film di arti marziali, con protagonista Semra Turan, girato a Copenaghen.

## Trama
Aicha, una studentessa di Copenhagen di origine turca, inizia ad allenarsi in una palestra di kung fu, nonostante il dissenso dei genitori.